# Hasefriedhof
Der Hasefriedhof ist ein ehemaliger unter Denkmalschutz stehender Friedhof im Osnabrücker Stadtteil Sonnenhügel. Bestattungen auf dem 10,5 Hektar großen Gelände erfolgten von 1808 bis 1995. Auf dem Friedhof sind zahlreiche Gräber historisch bedeutender Personen zu finden. 2013 wurde zur Pflege der historischen Friedhofsanlage die Stiftung Historisches Bewahren denkmalgeschützter Friedhofskultur durch die Stadt Osnabrück angelegt. Er ist nach dem Fluss Hase benannt.

## Geschichte

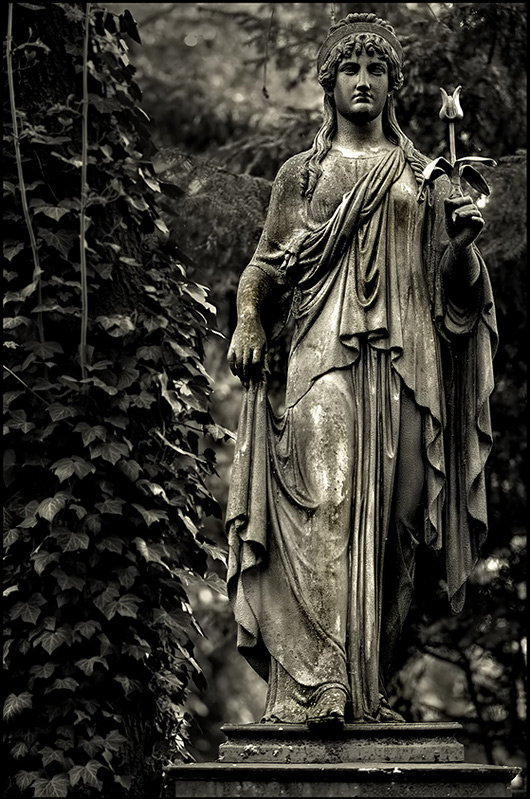
Statue auf dem Hasefriedhof in Osnabrück

Bereits 1777 wurde in Justus Mösers Patriotischen Phantasien angeregt, die überfüllten Friedhöfe an den Kirchen zu schließen und neue Friedhöfe außerhalb der Stadt anzulegen. Erst nachdem Osnabrück Teil des Königreichs Westphalen unter Jérôme Bonaparte wurde, sind die innerstädtischen Friedhöfe zum 1. April 1808 geschlossen worden. Gleichzeitig wurden der Hasefriedhof sowie der Johannisfriedhof als Todtenhof vor dem Hasetore und Todtenhof vor dem Johannistore neu angelegt.
Das erste Begräbnis auf dem Hasefriedhof war das des Juristen, Archivars und Rechtshistorikers Justus Friedrich August Lodtmann am 21. März 1808.
Auch einige Grabsteine vom ehemaligen Friedhof der Marienkirche sind später zum Hasefriedhof gelangt.
1866 wurde die achteckige Kapelle aus Sandstein errichtet.
Seit 1995 sind auf dem Hasefriedhof keine Beisetzungen mehr möglich. Ende 2015 wurde der Friedhof entwidmet und ist nun eine Parkanlage mit Friedhofscharakter.

### Schändung von Grabstellen
1997 und 1999 wurde der Grabstein von Anna Siemsen durch Beschuss mit Gewehr- oder Pistolenkugeln beschädigt. Ein rechter Hintergrund wurde hinter beiden Vorfällen vermutet, jedoch konnte kein Täter ermittelt werden.
Auch das Grab einer Sinti-Familie wurde bereits mehrfach geschändet.

## Gräber bekannter Persönlichkeiten
Auf dem Hasefriedhof befinden sich die Grabstellen zahlreicher bekannter Osnabrücker Bürger, darunter:
- Justus Friedrich August Lodtmann († 1808), Jurist und Historiker
- Jenny von Voigts († 1814)
- Friedrich Andreas Gruner († 17. April 1825), Konsistorialrat (Grabstein seiner Frau ist erhalten)
- Friedrich Wilhelm Dyckhoff († 8. Dezember 1826), Jurist
- Georg Heinrich Hollenberg († 15. September 1831), Mathematiker, Kartograf und Architekt
- Johann Heinrich Benjamin Fortlage († 1841), Direktor des Ratsgymnasiums
- Carl Weibezahn († 1844), Konsistorialrat
- Gerhard Friedrich Wagner († 1846), Tuchhändler, Senator der Stadt Osnabrück
- Albrecht Pagenstecher († 17. Juni 1863), Stadtsyndikus
- Hermann Vezin († 1861), Arzt
- Bernhard Rudolf Abeken († 1866), Direktor des Ratsgymnasiums
- Johann Carl Bertram Stüve, († 1872) Osnabrücker Bürgermeister und hannoverscher Innenminister
- Carl Gosling († 1876), Kaufmann, Schnaps- und Likörfabrikant
- Anton Theobald Brück († 1885), Schriftsteller und Badearzt
- Johann Rudolf Pagenstecher († 1891), Piesberger Bergwerksdirektor
- Rudolf Stüve († 31. Dezember 1896), Architekt
- Bernhard Möllmann († 1897), Osnabrücker Oberbürgermeister
- Wilhelm Lepenau († 1901), Betreiber der Erdölraffinerie in Salzbergen
- Carl Brandenburg († 1902), Abgeordneter des Reichstags und des Preußischen Abgeordnetenhauses
- Emil Hackländer († 1902), Stadtbaurat
- Friedrich Runge († 1903), Lehrer am Ratsgymnasium
- Felix Hermann Maria Schoeller († 16. Mai 1907), Papierfabrikant in Gretesch
- Gustav Stüve († 27. November 1911), Regierungspräsident
- August Haarmann († 7. August 1913), Hüttendirektor
- Otto Fischer (Lehrer) († 15. November 1914), Lehrer und Gymnasialdirektor
- Antonius Fromm († 29. Februar 1916), Journalist und Verleger
- Emil Schemmann († 19. Juli 1916), Hütteningenieur und Direktor des OKD
- Anna Remark, Mutter von Erich Maria Remarque und Elfriede Scholz († 1917)
- Julius Bachmann († 3. Mai 1924), Oberregierungsrat in Osnabrück
- William Balck († 15. Juli 1924), preußischer Generalleutnant
- Friedrich Knoke († 22. Oktober 1928), Direktor des Ratsgymnasiums
- Joseph Riehemann († 1931), Gymnasiallehrer
- Reinhold Tiling († 1933), Ingenieur
- Ludwig Hoffmeyer († 2. Januar 1935), Lehrer, Stadthistoriker
- Siegfried Pelz († 26. Juli 1936), Arzt, Direktor des Stadtkrankenhauses
- Max Reimerdes (1860–1942), Senator und Ehrenbürger
- Heinrich Freund (24. Juli 1946), Naturschützer und Osnabrücker Chronist
- Anna Siemsen († 1951), Politikerin (SPD)
- Conrad Bäumer († 12. Juni 1960), Domorganist
- Hans Siemsen († 1969), Schriftsteller
- Friedrich Vordemberge-Gildewart († 1962), Künstler
- Matthias Brinkmann († 1969), Pädagoge und Biologe
- Hermann Balck († 28. November 1982), General der Panzertruppe (Wehrmacht)
- Lotte Klemm († 1989), Künstlerin
- Julie Engelen († 26. Januar 1898), die Ehefrau von Ludwig Windthorst[5]